# جيرالد باري
جيرالد باري (18 ديسمبر 1896 بوستمنستر في المملكة المتحدة - 21 فبراير 1977 في المملكة المتحدة) (بالإنجليزية: Gerald Barry)‏ هو لاعب كريكت بريطاني. لعب مع Combined Services cricket team ‏.